# Drozdowo (powiat piski)
Drozdowo (niem. Drosdowen) – wieś w Polsce położona w województwie warmińsko-mazurskim, w powiecie piskim, w gminie Orzysz.
Do 1954 roku siedziba gminy Drozdowo. W latach 1975–1998 miejscowość należała administracyjnie do województwa suwalskiego.
Na wschód od wsi znajduje się rezerwat przyrody – Jeziorko koło Drozdowa.

## Nazwa
Wieś lokowana w miejscu zwanym Drossell.
Na mapie Districtus Reinensis (1663) Józefa Naronowicza-Narońskiego – Droßdowen. Później używano nazwy Drosdowen.
16 lipca 1938 roku ówczesna niemiecka władza nazistowska Prus Wschodnich dokonała zmiany historycznej nazwy Drosdowen na Drosselwalde.
Rozporządzeniem Ministrów Administracji Publicznej i Ziem Odzyskanych z dnia 9 grudnia 1947 roku nadano miejscowości obowiązującą nazwę Drozdowo.

## Historia
Drozdowo zostało lokowane jako wieś czynszowa przez starostę ryńskiego Jerzego von Diebesa (Georg von Diebes) w 1555 roku. Miało liczyć co najmniej 30 łanów, z możliwością obsadzenia 40 łanów na prawie magdeburskim dla obojga płci. Położone pomiędzy istniejącym już Chmielewem, rzeką Wężówką i ówczesną granicą starostwa leckiego (giżyckiego). Sołtysem został Paweł Wężewski (Wensewen)(Pawell Wenschowen) z dodatkowymi czterema łanami, kupionymi za 120 grzywien.
Mieszkańcy mieli 10 lat wolnizny, z tym że po 4,5 roku oddawali połowę dziesięciny. Po skończeniu wolnizny szarwark określono na 8 dni pracy ręcznej od łanu. W spisie z 1564 roku w Drozdowie były zasiedlone 44 łany, a w 1568 roku 45 łanów.
Drozdowo należało do parafii w Okartowie, administracyjnie podlegało rewirowi w Dąbrówce.
W październiku 1656 roku Tatarzy uprowadzili w jasyr 9 mieszkańców wsi, w tym 8 kobiet.
Według danych opublikowanych w 1821 roku w Drozdowie mieszkały 144 osoby.
W 1857 roku wieś liczyła 163 mieszkańców. W 1933 roku Drozdowo liczyło 234, a w 1939 roku 232 mieszkańców.

## Zabytki
Zabytki ujęte w gminnej ewidencji zabytków:
- Dawny cmentarz ewangelicki, założony w połowie XIX wieku[12].
- Cmentarz wojenny z czasów I wojny światowej[13]. Jest miejscem spoczynku 11 żołnierzy armii niemieckiej (w tym 2 nieznanych) oraz 35 żołnierzy armii rosyjskiej (w tym 29 nieznanych). Na pomniku znajduje się inskrypcja: Freund und feind • im Tode vereint[14].